# Feiertage in Südafrika
Dies ist eine Übersicht über die landesweiten Feiertage in Südafrika. Sie sind im Public Holidays Act von 1994 festgeschrieben. Es schreibt unter anderem auch fest, dass wenn ein Feiertag auf einen Sonntag fällt, der darauf folgende Montag ein gesetzlicher Feiertag ist. Zudem können zusätzliche Feiertage jeweils für ein Jahr durch den Präsidenten festgesetzt werden.
| Datum                    | Bezeichnung                                 | Beschreibung |
| ------------------------ | ------------------------------------------- | --- |
| 1. Januar                | New Year’s Day (Neujahrstag)                | Neujahr |
| 21. März                 | Human Rights Day (Tag der Menschenrechte)   | Gedenktag an das Sharpeville-Massaker am 21. März 1960 (auch Sharpeville Day genannt), siehe auch Internationaler Tag gegen Rassismus |
| Freitag vor Ostersonntag | Good Friday („Guter Freitag“)               | Karfreitag |
| Montag nach Ostersonntag | Family Day (Tag der Familie)                | Ostermontag |
| 27. April                | Freedom Day (Tag der Freiheit)              | Gedenktag an die erste freie Wahl in Südafrika am 27. April 1994 |
| 1. Mai                   | Workers’ Day (Tag der Arbeiter)             | Tag der Arbeit |
| 16. Juni                 | Youth Day (Tag der Jugend)                  | Gedenktag an den Aufstand in Soweto am 16. Juni 1976 (auch Soweto Day genannt) |
| 9. August                | National Women’s Day (Nationaler Frauentag) | Gedenktag an den Marsch südafrikanischer Frauen zu den Union Buildings am 9. August 1956 um gegen die Passgesetze zu demonstrieren |
| 24. September            | Heritage Day (Tag des [Kultur-]Erbes)       | Tag zur Besinnung auf die Kultur der Regenbogennation Südafrika |
| 16. Dezember             | Day of Reconciliation (Versöhnungstag)      | Tag zur Förderung der Versöhnung und der nationalen Einheit Ursprünglich war der 16. Dezember als Day of the Vow („Tag des Eids“) ein Gedenktag an den Sieg der Voortrekker über den Zulukönig Dingane am 16. Dezember 1838 (Schlacht am Blood River). |
| 25. Dezember             | Christmas Day (Weihnachtstag)               | Weihnachten |
| 26. Dezember             | Day of Goodwill (Tag des Wohlwollens)       | Zweiter Weihnachtsfeiertag |